# 揭阳大桥
揭阳大桥是位于广东省揭阳市的一座斜拉桥，于2021年2月9日正式启用并通车。揭阳大桥的总长度为2,441.5（8,010英尺），宽度32（105英尺）。横跨榕江南河与揭惠高速公路连接，是揭阳市的地标性建筑之一。
索塔为钻石形结构，塔高120（390英尺），上有秦朝小篆体“揭阳大桥”四字。

## 历史
2016年，揭阳大桥正式动工建设。
2019年3月，南桥塔正式封顶；同年7月，北桥塔正式封顶；同年10月，开始安装桥面斜拉索构件。
2020年7月20日实现合龙。
2021年2月9日，揭阳大桥正式通车。

## 轶事
由于揭阳大桥上的红色小篆字体从右至左书写，被当地人昵称为“特大肠粉”。